# Gunnar Larsson (idrottsledare)
Gunnar Tore Larsson, född 29 mars 1940 i Karl Johans församling i Göteborg, död 4 maj 2020 i Vasa distrikt i Göteborg, var en svensk idrottsledare och politiker (socialdemokrat), i den senare egenskapen mångårigt kommunalråd i Göteborg. Han var ordförande för IFK Göteborg 1982–2001 och för Riksidrottsförbundet 2001–2005.

## Biografi
Gunnar Larsson växte upp i Majorna och senare på Hisingen. Hans far Torild Larsson spelade i IFK Göteborg 1929–1933. Gunnar Larsson spelade själv som pojk i IFK Göteborg men bytte i junioråldern till Lundby IF. Hans karriär som sportfunktionär började som kassör i Lundby IF där han blev ordförande 1968. Han började vid samma tid engagera sig i kommunalpolitiken i Göteborg för Socialdemokraterna där han blev kommunalråd och ordförande i Göteborgs kommunfullmäktige.
Gunnar Larsson har även varit ledamot i Svenska gymnastikförbundet (1981–1985) och Svenska Fotbollförbundet (1986–1995) samt varit vice ordförande i Föreningen Svensk Elitfotboll. Han har även varit ordförande för Andra AP-fonden och Systembolaget samt VD för en av löntagarfonderna.
Gunnar Larsson var sedan 2008 ordförande för Idrottsmuseets i Göteborg styrelse: Stiftelsen Idrottsmusei Vänner.
Larsson avled den 4 maj 2020 i sviterna av covid-19. Han är begravd på Östra kyrkogården i Göteborg.